# Ko Itakura
Ko Itakura (Yokohama, 27 de janeiro de 1997) é um futebolista japonês que atua como zagueiro ou volante. Atualmente joga no Ajax.

## Carreira
Itakura começou a carreira no Kawasaki Frontale, do Japão, no ano de 2015.[carece de fontes?] Pela Seleção Japonesa, esteve na lista de convocados para a Copa América de 2019, para as Olímpiadas de 2020 e foi um dos 26 convocados para a Copa do Mundo FIFA de 2022.

## Títulos

### Japão Sub-21
- Prata nos Jogos Asiáticos: 2018